# Stheeman
Stheeman (ook: Talma Stheeman) is een uit Aurich afkomstig geslacht dat vooral juristen voortbracht. Enkele telgen legden zich toe op chemie en pharmacie en bouwden een bestaande apotheek uit tot de bekende geneesmiddelenfabrikant Brocades.

## Geschiedenis
De stamreeks begint met Hendrik Davids Stheman die rond 1625 werd geboren in Aurich. Zijn zoon vestigde zich te Sappemeer, zijn kleinzoon en achterkleinzoon werden brouwer in Zuidbroek. Mr. Ubbo Evers Stheeman (1776-1849) was de eerste jurist in de familie en werd burgemeester.
De familie werd in 1949 opgenomen in het Nederland's Patriciaat.

## Enkele telgen
Albert Egges Stheeman (1748-1829), steenbakker en weddeman te Scheemda
- Mr. Ubbo Evers Stheeman (1776-1849), burgemeester en notaris
  - Mr. Albert Egges Stheeman (1807-1834), advocaat en burgemeester
    - Mr. Antonius Stheeman (1838-1921), griffier kantongerecht
      - Mr. Albert Antonius Stheeman (1871-1937), advocaat en procureur te Haarlem

    - Helena Margaretha Stheeman (1839-1909); trouwde in 1871 met mr. Gustaaf Willem baron van Imhoff (1837-1921), vicepresident arrondissementsrechtbank te Amsterdam, lid van de familie Van Imhoff
    - Mr. Ubbo Stheeman (1844-1886), substituut-officier van Justitie arrondissementsrechtbank te Amsterdam
      - Mr. Carel Willem Stheeman (1874-1954), president arrondissementsrechtbank te Leeuwarden
        - Mr. Ubbo Willem Hendrik Stheeman (1903-1990), president arrondissementsrechtbank te Amsterdam
          - Maria Julie Stheeman  (1937), hofdame van koningin Beatrix en sinds 2013 hofdame van koning Willem-Alexander; trouwde in 1961 met mr. Willem Hendrik Cornelius Boellaard (1930-2016), oud-directeur van distilleerderij Erven Lucas Bols, lid van de familie Boellaard

    - Margaretha Stheeman (1846-1935); trouwde in 1877 met jhr. mr. Elias Feith (1847-1919), vicepresident arrondissementsrechtbank te Rotterdam, lid van de familie Feith

  - Mr. Eppo Hesse Stheeman (1819-1882), notaris; trouwde in 1851 met Helena Florentina Talma (1818-1886)
    - Mr. Sape Talma Stheeman (1854-1907), burgemeester, verkreeg in 1861 naamswijziging tot Talma Stheeman; trouwde in 1887 met jkvr. Aleida Warmoldina Lamberta Tjarda van Starkenborgh Stachouwer (1867-1950), lid van de familie Tjarda van Starkenborgh
      - Mr. Alidius Warmoldus Lambertus Talma Stheeman (1890-1970), oud-directeur N.V. Anton Jurgens’ Margarinefabriek (Unilever)
        - Mr. André Hendrik Talma Stheeman (1930-2016), topbankier

      - Mr. Helena Florentina Talma Stheeman (1893-1985), oud-medewerkster Nederlandse Stichting voor Psychotechniek, oud-curatrix Gemeenteuniversiteit te Amsterdam; trouwde in 1921 met dr. Taco Kuiper (1894-1945), leraar Oude Talen te Amsterdam, tevens directeur Nederlandse Stichting voor Psychotechniek te Utrecht, lid van de familie Kuiper
- Sypko Stheeman (1782-1837), koopman
  - Eisso Post Stheeman (1827-1908), apotheker en directeur van de Firma Brocades & Stheeman
    - Sypko Stheeman (1855-1929), apotheker, directeur N.V. Koninklijke Pharmaceutische Fabriek v/h Brocades & Stheeman
      - Eisso Pieter Stheeman (1881-1918), directeur N.V. Koninklijke Pharmaceutische Fabriek v/h Brocades & Stheeman
      - Pieter Johan Stheeman (1883-1950), directeur N.V. Koninklijke Pharmaceutische Fabriek v/h Brocades & Stheeman
      - Hendrik Anne Stheeman (1887-1940), directeur N.V. Koninklijke Pharmaceutische Fabriek v/h Brocades & Stheeman
        - Aurelia Henriette Stheeman (1921-2012); trouwde in 1946 met mr. Albertus Spruit (1916), adjunct-secretaris Volkspartij voor Vrijheid en Democratie

    - Woutera Hendrika Stheeman (1859-1936); trouwde in 1884 met prof. dr. Jakob Rotgans (1859-1948), hoogleraar chirurgie Gemeenteuniversiteit te Amsterdam
    - Dr. Hendrik Albert Stheeman (1864-1941), geneesheer-directeur Juliana Kinderziekenhuis te 's-Gravenhage
      - Dr. ir. Hendrik Albert Stheeman (1901-1982), bouwcurator voor de Technische Hogeschool Twente
- Harmannus Stheeman (1786-1871), landbouwer
  - Sara Stheeman (1816-1845); trouwde in 1837 met Jan Oomkens (1810-1872), uitgever, boek- en steendrukker te Groningen, uitgever van Oomkens' regerings-almanak van en voor de Provincie Groningen

Geslachten die opgenomen zijn in het sinds 1910 verschijnende genealogische naslagwerk Nederland's Patriciaat. Lijst volgens opgave van het CBG Centrum voor familiegeschiedenis.
A · B · C · D · E · F · G · H · I · J · K · L · M · N · O · P · Q · R · S · T · U · V · W · Y · Z